# Tobotani
Tobotani is een bestuurslaag in het regentschap Lembata van de provincie Oost-Nusa Tenggara, Indonesië. Tobotani telt 328 inwoners (volkstelling 2010).